# Kattost

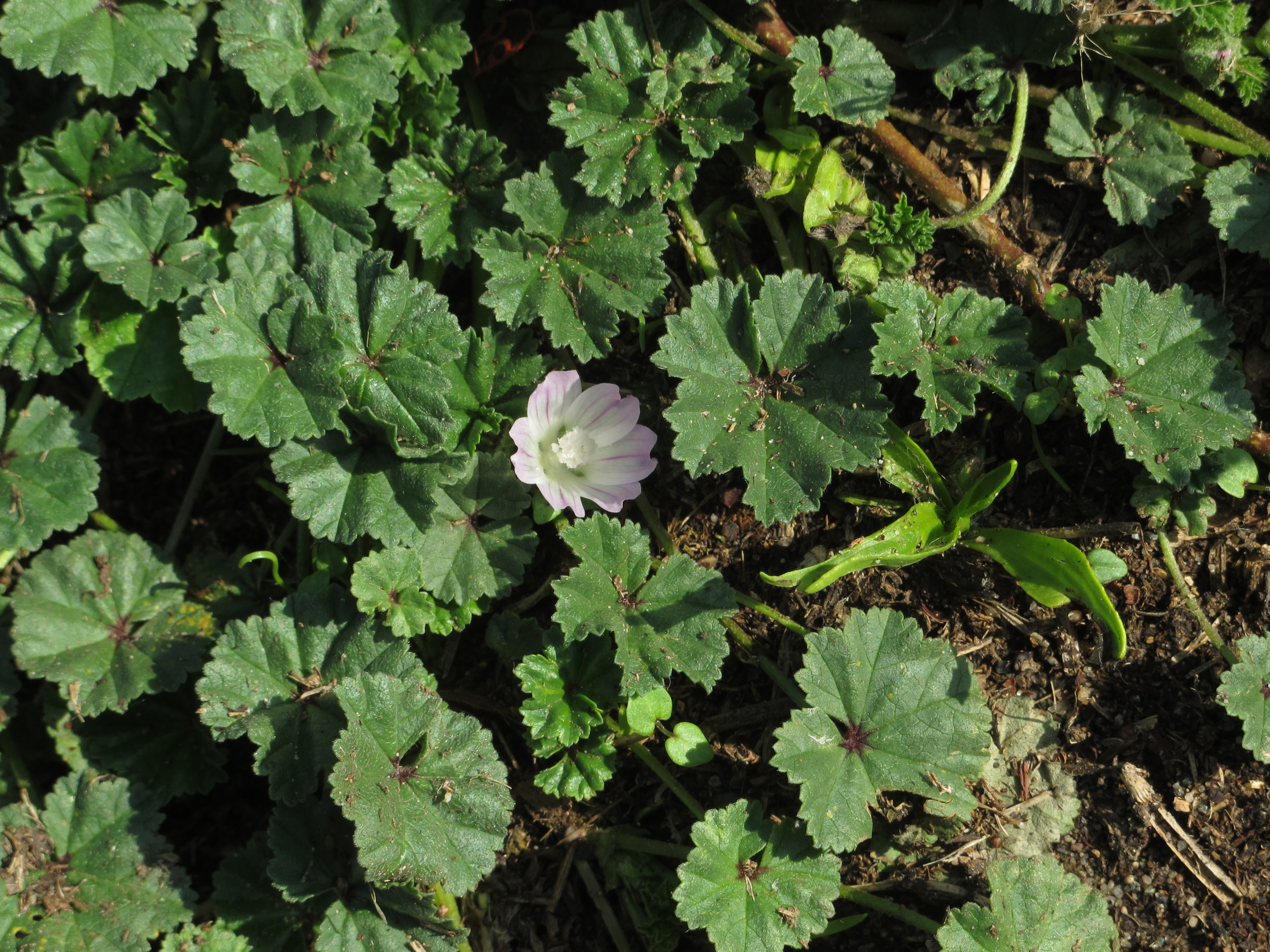
Skär kattost (malva neglecta)

Kattost syftar på en del av de växtarter som tillhör släktet malvor.
Malvorna känns igen på sin kretsrunda, nedplattade frukt, till formen lik en liten kaka eller ost (därav namnet kattost).

## Kattostarter
De kattostarter som växer vilt i Sverige är:
- Kvarnkattost Malva parviflora
- Skär kattost Malva neglecta
- Vit kattost Malva pusilla